# 마카이

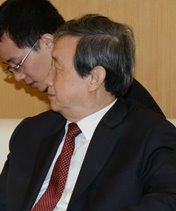

마카이(마개, 중국어: 馬凱, 1946년 ~ )는 중화인민공화국의 정치인이다. 제17기 중국공산당 중앙정치국 위원이다.
부모님이 모두 팔로군 간부였다. 1960년대 후반부터 1970년대에는 베이징시에서 중학 교사 등을 맡았다. 1982년 중국인민대학 정치경제학부를 졸업한 후, 베이징 시에서 경제계획과 물가 등의 업무를 담당했다. 1995년 이후, 국가경제계획위원회 부주임과 국무원 비서를 역임했다.
2003년, 제10기 전국인민대표대회 제1차 회의에서 국가발전개혁위원회 주임에 임명된 데 이어 2008년 3월에는 제11기 전국인민대표대회 제1차 회의에서 국무위원과 국무원 비서장에 임명되었다. 4월부터 국가행정학원 원장에 취임했다.